# Estat de Santa Catarina
Santa Catarina és un estat del Brasil localitzat al centre de la Regió Sud. Té com a límits: al Nord l'estat de Paraná, a l'Est l'oceà Atlàntic, al Sud l'Estat de Rio Grande do Sul i a l'Oest la República Argentina. Ocupa una superfície de 95.442,9 km². La seva capital és Florianópolis.
És un dels estats amb més elevacions en les seves terres; 52% del territori està per sobre dels 600 metres. El clima és temperat i l'economia es basa en la indústria (agroindustria, tèxtil, ceràmica, màquines i equipaments), en l'extracció (mines) i en la pesca.

## Història

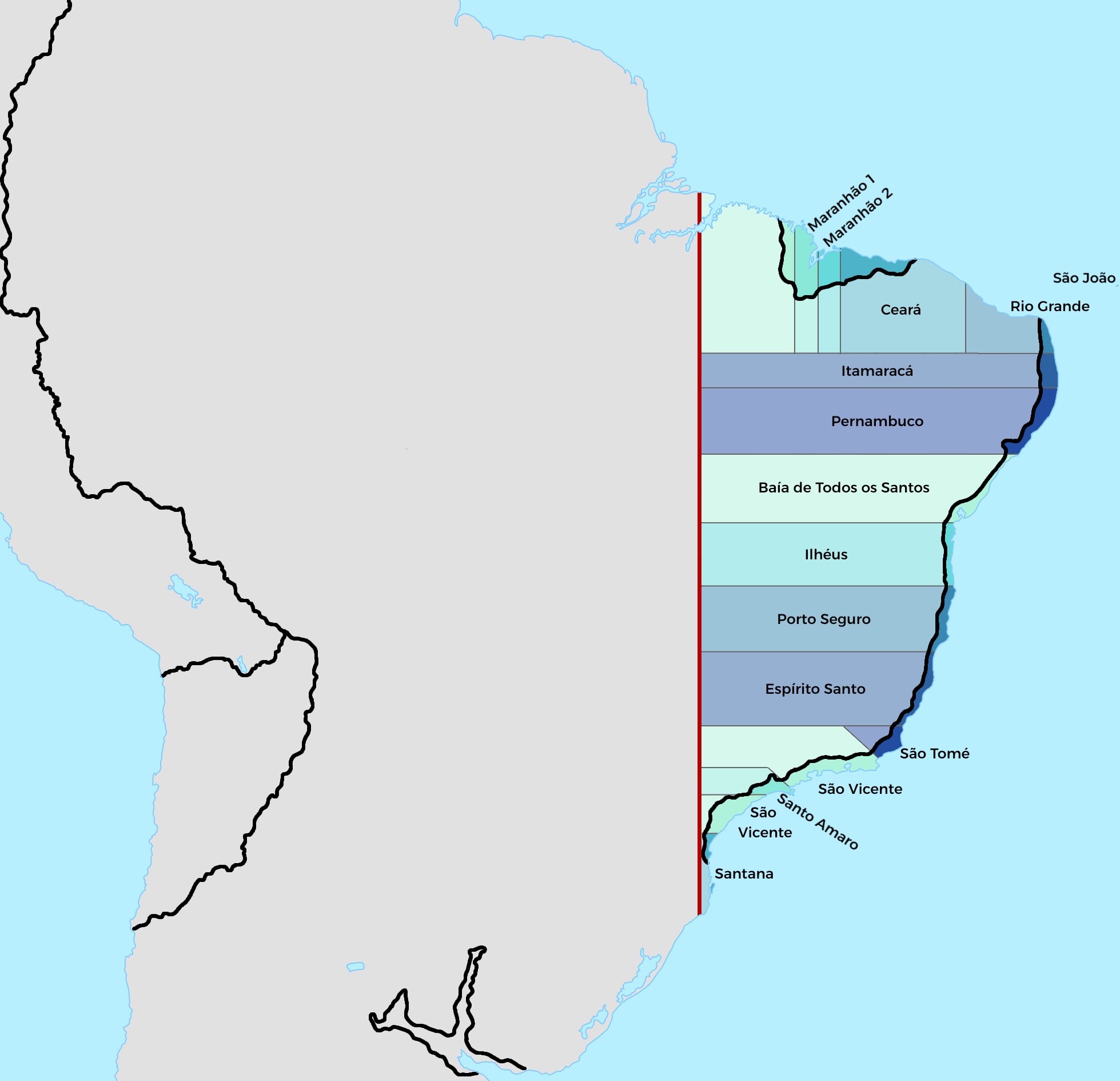
Capitanies hereditàries del Brasil, 1534.

Abans de l'arribada dels portuguesos, indis Carijó, de raça tupí, habitaven el litoral de la regió. Els primers europeus que van colonitzar la regió van ser els espanyols que van arribar a l'illa de Santa Catarina l'any 1526. Els bucs que navegaven cap al riu de la Plata feien escala a la regió per rebre provisions. En 1541, Álvar Núñez Cabeza de Vaca va arribar a l'illa de Santa Catarina, i, d'allí, va sortir en expedició que va arribar a l'actual ciutat de Asunción, capital de Paraguai.
El poble de Laguna va ser fundada pel paulista (habitant de São Paulo) Domingos de Brito Peixoto l'any 1676. Petita i amb pocs habitants, les seves activitats econòmiques eren l'exportació de peix sec a Santos i Rio de Janeiro, a més d'una agricultura rudimentària. L'any anterior, altre paulista, Francisco Dias Velho, havia fundat el poble de Nossa Senhora do Desterro, actualment anomenada Florianópolis, a l'illa de Santa Catarina. El 23 de març de 1726, Nossa Senhora do Desterro va ser transformada en vila. Anys després, la ciutat va ser ocupada per militars portuguesos, que van construir fortaleses per a la defensa del litoral. La població va començar a créixer, amb l'arribada de colones de les illes Açores i Madeira. El 22 de novembre de 1766 un altre paulista, Antônio Correa Pinto, va fundar la vila de Lages, a la regió de altiplà anomenada Serra Catarinense, en el camí que unia Rio Grande do Sul i São Paulo, usat per transportar bestiar.

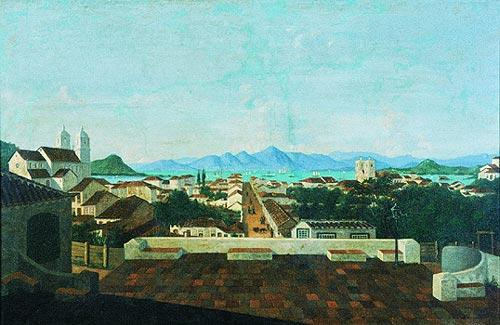
Desterro (actualment Florianópolis), 1847.

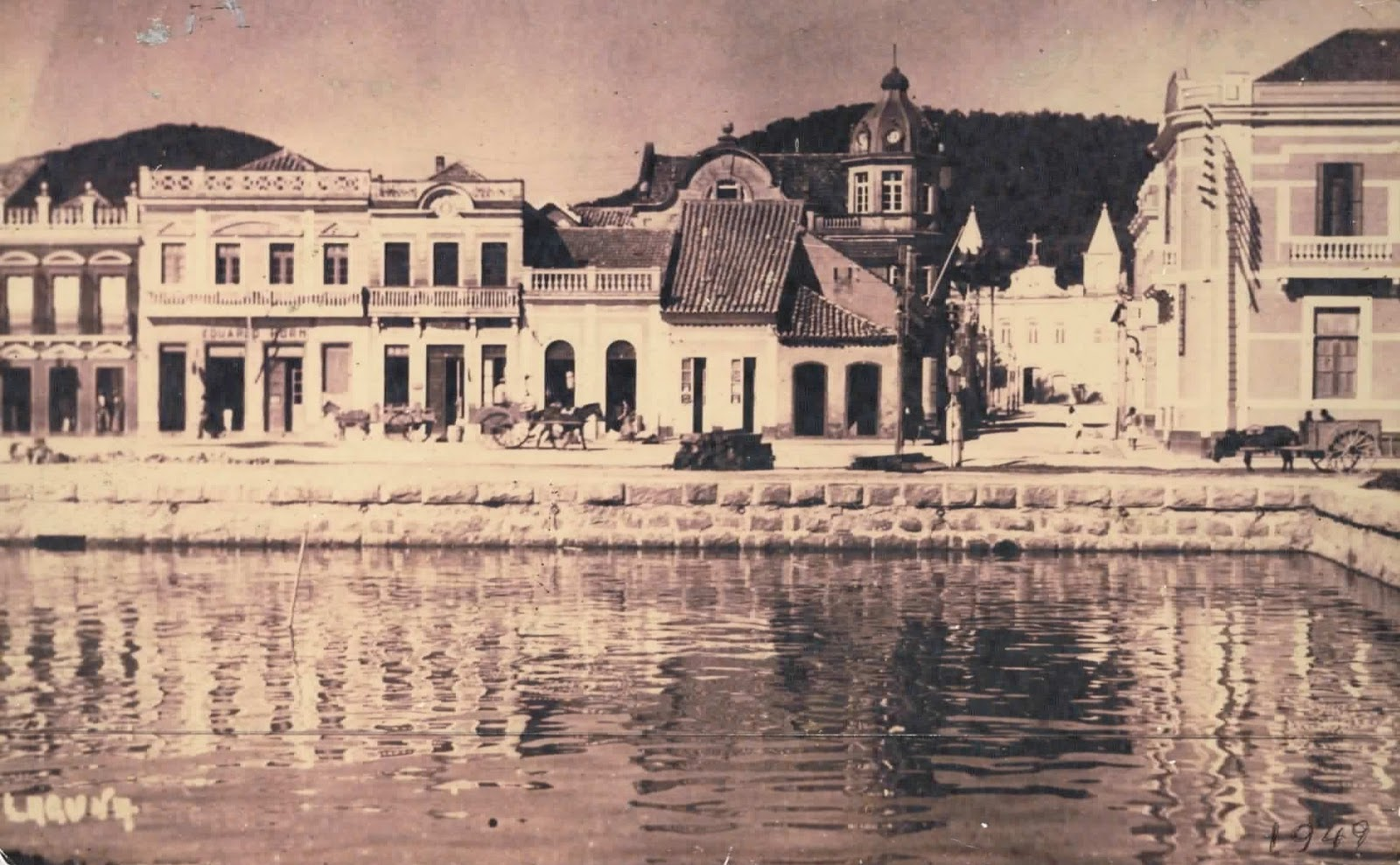
Laguna, 1849.

A causa de les precàries comunicacions amb altres regions, la notícia sobre la independència del Brasil solament va arribar a Desterro el mes d'octubre de 1822. El jutge i president de la Càmera Municipal Francisco José Nunes va aclamar l'emperador brasiler l'11 d'octubre de 1822. En 1829 va començar la colonització amb immigrants alemanys. En 1831 amb l'abdicació de l'emperador Pere I, el llavors president de la província Miguel de Sousa Melo e Alvim, portuguès de naixement, va ser forçat a renunciar.
Durant la Guerra dels Farrapos, la vila de Laguna va ser ocupada pels revolucionaris i allí va ser proclamada la República Juliana, que va durar de 22 de juliol a 15 de novembre de 1839. En el altiplà, Lages va adherir a la denominada "revolta del charque", però es va sotmetre al govern imperial l'any 1840. En 1845, la província de Santa Catarina, ja pacificada, va rebre la visita de l'emperador Pere II del Brasil i de l'emperadriu Teresa Cristina. Durant el govern de João José Coutinho, entre 1850 i 1859, van ser fundades colònies d'immigrants en Blumenau (1850), Joinville (1851) i Brusque (1860).
Després de l'any 1870 les idees republicanes creixen en Santa Catarina. Van ser creats clubs i periòdics de propaganda, però els republicans no van aconseguir tenir representants en l'Assemblea provincial. La proclamació de la República va sorprendre la província, ja que s'esperava solament la caiguda del ministeri. El primer governador de l'estat, escollit pel president Deodoro da Fonseca, va ser el tinent Lauro Severiano Müller.
Entre els anys 1893 i 1895 va ocórrer la Revolució Federalista en Rio Grande do Sul, que va tenir reflexos en Santa Catarina. El 17 d'abril de 1894 l'esquadra brasilera va ocupar la ciutat de Laguna, i poc després el coronel Antonio Moreira César va assumir el govern de l'estat, i ho va exercir amb brutalitat, afusellant el cap del govern revolucionari, almirall Frederico Guilherme de Lorena. Acabada la revolta, Hercílio Luz va ser triat governador, i el poder va passar a ser exercit també per polítics de l'interior de l'estat i per descendents d'immigrants. El nom de la capital de l'estat, Desterro, va ser canviat a Florianópolis, en homenatge al llavors president brasiler Floriano Peixoto.

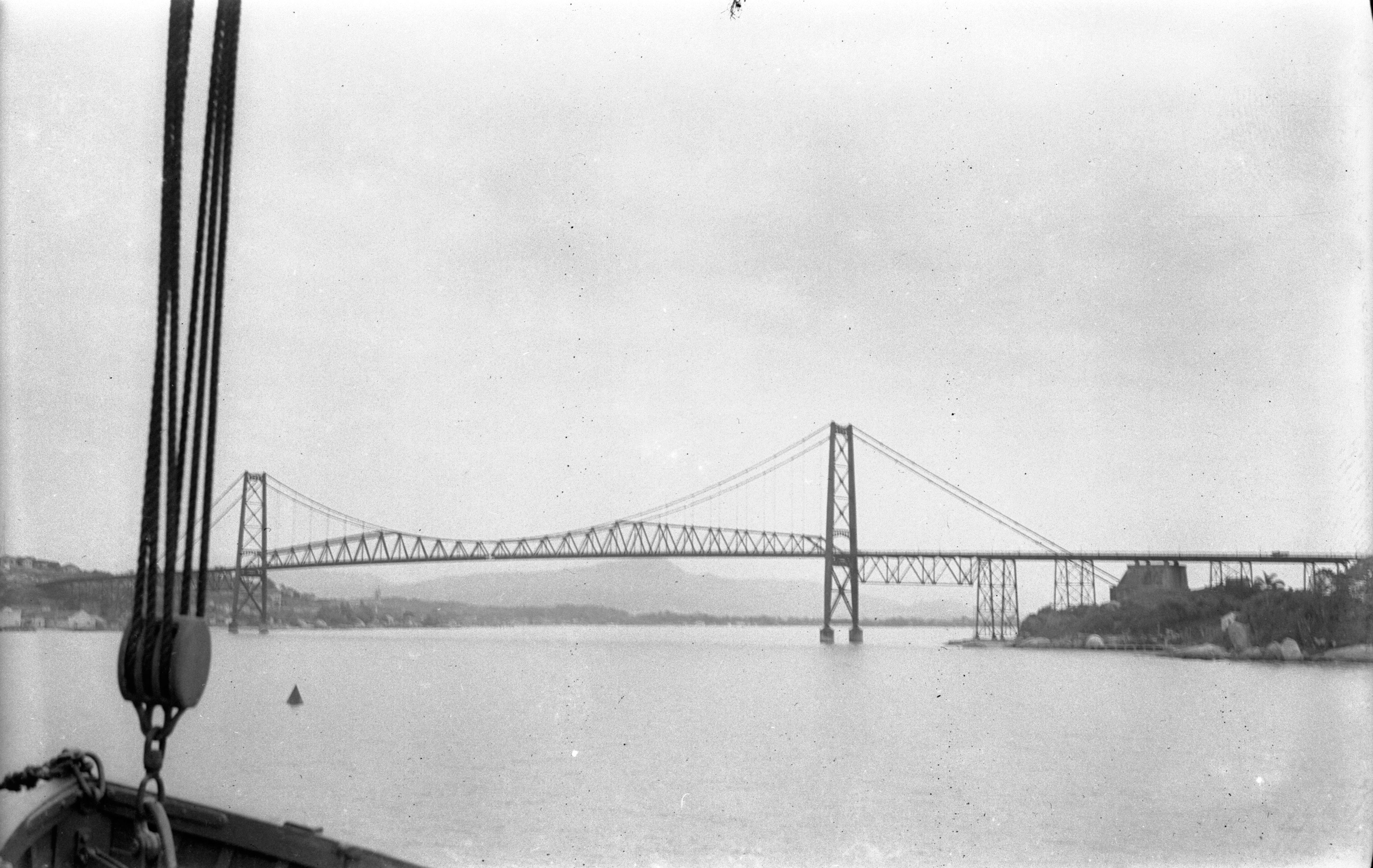
Pont Hercílio Luz, a Florianópolis, 1940.

Entre el 12 d'octubre 1912 i el 16 de agosto de 1916 va ocórrer en l'estat la Guerra del Contestado, en regió rica en herba mate i fusta, disputada entre els estats Paraná i Santa Catarina, agreujada per les condicions de misèria i fanatisme religiós d'habitants de la regió. La guerra va acabar amb la fixació dels límits entre els dos estats, deixant entre 5.000 i 8.000 morts, ferits i desapareguts entre els revoltats. L'an 1926 va ser inaugurada la pont Hercílio Luz, lligant l'illa de Santa Catarina (on es troba la ciutat de Florianópolis) al continent. En 1934 Antonieta Barros, nascuda en Florianópolis, es va tornar la primera dona negra triada diputada a Brasil.
Entre els anys 1945 i 1962 l'economia de l'estat es va diversificar. A la tradicional producció de carbó, tèxtils, fusta i aliments es van agregar nous sectors, com la indústria de paper, ceràmica, metal·lúrgia, mecànica, plàstic, materials elèctrics i de transport. Entre els anys 1962 i 1990 importants empreses de l'estat, per exemple Sadia, Perdigão i Seara (aliments), Tigre (productes plàstics), Eliane i Cecrisa (ceràmica), Klabin (paper i cel·lulosa), dentre unes altres, van assumir destaqui en l'economia del país.
L'any 2004 es va registrar en l'estat per la primera vegada un fenomen meteorològic que després va ser batejat Huracà Catarina, el primer huracà registrat en el hemisferi sud.

## Geografia
Santa Catarina és a la Regió Sud del Brasil, ael centre geogràfic de les regions amb major desenvolupament econòmic del país i en una posició estratègica dins del Mercosur. L'estat té fronteres amb l'Argentina, a l'oest. La seva capital, Florianópolis, està situada a 1.290 km de Montevideo a 1.539 km de Buenos Aires, 705 km de São Paulo, 1.144 de Rio de Janeiro i 1.673 de Brasília. La seva posició geogràfica és entre els paral·lels 25º57'41" i 29° 23′ 55″ de latitud sud i entre els meridians 48° 19′ 37″ i 53º50'00" de longitud oest. L'estat està compost per 293 municipis.

## Economia
L'economia de Santa Catarina es basa en la indústria (principalment la indústria agrícola, la tèxtil, la ceràmica i la metall-mecànica), en la mineria i en la ramaderia. L'estat és el major exportador de pollastre i carn de porc del Brasil, sent Sadia (en la ciutat de Concórdia) i Perdigão (en la ciutat de Videira), les dues majors empreses alimentoses del Brasil.

## Ciutats
- Concórdia
- Videira
- Araquari